# 1295
1295 (MCCXCV) je bilo navadno leto, ki se je po julijanskem koledarju začelo na soboto.

## Dogodki

### Slovenija
- 1. november - Umre Majnhard II. iz hiše Goriških grofov. Goriško grofijo nasledi mlajši brat in sovladar Albert I.; Tirolsko grofijo, Koroško vojvodino in Kranjsko marko nasledijo sinovi Oton, Ludvik in Henrik, ki vladajo skupaj.

### Države naslednice Mongolskega imperija
- Ilkanat: Gajhatu z življenjem plača za povzročeno ekonomsko in politično razsulo v kanatu, ki ga je prejšnje leto povzročil z nepremišljeno uvedbo papirnatega denarja. Njegov morilec in bratranec Bajdu za nekaj mesecev zavlada Ilkanatu. Prevzemu oblasti sledi državljanska vojna med novim kanom in pretendentom Gazanom, mlajšim bratom Gajhatuja. ↓
- 16. junij → En od muslimanskih mongolskih emirjev prepriča Gazana, sicer budista, da se spreobrne v islam v zameno za široko vojaško podporo. Gazan to tudi stori in si privzame ime Mahmud.
- 5. oktober → Tabriz: Mahmud Gazan zmaga v ilkanatski državljanski vojni in usmrti kana Bajduja. Kljub spreobrnitvi v islam ohrani mongolski zakonik Jaso in uradniško ceremonialne funkcije mongolskih šamanov. Na jezo njegovih muslimanskih podpornikov, ki so ga povzdignili na prestol, ostane toleranten do ostalih religij. 1297 ↔
  - Gazan umiri napetosti s sosednjo Zlato hordo, po drugi strani pa se nove napetosti pojavijo na meji s Čagatajskim kanatom. Kljub spreobrnitvi še vedno ostane sovražen egiptovskim mamelukom, ki se imajo za varuhe pravovernega islama.
- Kilikijska Armenija: kralj Toros III. in upokojeni kralj Hetum II. obnovita zavezništvo z ilkanatskimi Mongoli. Po opravljeni nalogi se odpravita na diplomatsko pot na cesarski dvor v Konstantinopel. Regentstvo zaupata najmlajšemu bratu Sempadu. 1296 ↔

### Politične ambicijeEdvarda I.
- začetek leta - Valižanski upor 1294-95: angleškega kralja Edvarda I., ki je s komaj 37 branilci obtičal v enem od valižanskih gradov, pred valižanskimi uporniki reši na novo prispeli oskrbovalni konvoj.
- 5. marec - Bitka na polju Moydog, Wales: angleška vojska odločujoče porazi uporniško valižansko vojsko, ki jo vodi titularni valižanski princ Madog ap Llywelyn. Slednjemu sicer uspe pobegniti, vendar se nato preda Angležem, ki ga dosmrtno zaprejo. Zmagovali Edvard I. postavi domorodne Valižane v še slabši ekonomski položaj kot pred uporom. 1316 ↔
- 23. oktober - Pariz: francoski kralj Filip IV. in škotski kralj John Balliol[1] skleneta zavezništvo[2], ki je naprejeno proti političnim ambicijam angleškega kralja Edvarda I.. Novo sklenjeno zavezništvo ne zavezuje francoskega kralja, da v vojaškem smislu asistira Škotom na Škotskem, pač pa da zgolj nadaljuje dosedanje sovražnosti proti Angležem, zato Škotom v tej obliki ni ravno v veliko pomoč. Priprave za angleško invazijo na Škotsko so v polnem teku. 1296 ↔
- 13. november - Westminster: Edvard I. skliče Parlament[3] s po dvema predstavnikoma iz vsake grofije ali mesta. Edvardov glavni cilj je zbrati denarna sredstva za drage vojne proti Francozom, Škotom in Valižanom.
- Strastno se zaljubita angleška princesa Ivana iz Akkona in nepomemben dvorni sluga Ralf de Monthermer, ki začneta ljubimkati za kraljevim hrbtom. Nekaj časa jima uspe skrivati njune strasti, kralju postane zadeva sumljiva, ko Ivana očetu predlaga, da Ralfa povzdigne v viteza. 1297 ↔
- Otok Anglesey, Wales: začetek gradnje gradu Beaumaris.

### Mirovni sporazum med Aragonijo in Neapljem
- 20. junij - Anagniški sporazum, Papeška država: neuspešno posredovanje papeža Bonifacija VIII. med Aragonci in Anžujci v sporu za sicilsko krono. Aragonski kralj Jakob II. popusti pod pritiskom papeža in francoskega kralja Filipa IV., da se odpove Siciliji. Mirovni sporazum med francosko in aragonsko krono predvideva še poroko med Jakobom II. in neapeljsko princeso Blanko Anžujsko. Kot kompenzacijo sporazum vključuje tudi tajno klavzulo, po kateri Jakob II. v zameno za Sicilijo dobi pravico do osvojitve Sardinije in Korzike. ↓
- → Sicilski regent Friderik, ki je mlajši brat Jakoba II., ne pristane na papeški diktat. Njegova priljubljenost se med Siciljanci, ki kategorično nasprotujejo Anžujcem, poveča. 1296 ↔
- Jakob II. Aragonski vrne otočno kraljevino Majorko svojemu stricu Jakobu II.
- Papež se spre s francoskim kraljem Filipom IV., ko le-ta začne brez papeževe privolitve obdavčevati cerkev in klerike, da bi financiral vojno z Anglijo. Po drugi strani pa ga zaščiti, ko zagrozi z izobčenjem nemškemu kralju Adolfu Nassauškemu, ki je sklenil zavezništvo z angleško krono proti francoski. 1296 ↔
- 1. november[4] - Poroka med aragonskim kraljem Jakobom II. in neapeljsko princeso Blanko Anžujsko.

### Ostalo
- 25. april - Kastilija: zaradi hude bolezni umre kastiljski kralj Sančo IV.. Nasledi ga mladoletni Ferdinand IV., regentstvo prevzame kraljica-vdova Maria de Molina.
- 26. junij - Gniezno, Poljska: kronanje Pšemisla II. za poljskega kralja. Po več kot dvesto letih Poljska postane ponovno kraljevina. Novi kralj ima obilo nasprotnikov. 1296 ↔
- 8. avgust - Milano: umrlega milanskega nadškofa Ottona Viscontija, ki je zavladal Milanu, nasledi (vsaj kar zadeva mesto) nečak Matteo I. Visconti.
- 12. avgust - Umre titularni ogrski kralj Karel Martel Anžujski, ki pa je preko zastopnikov dejansko vladal samo Hrvaški. Zahtevo po ogrski kroni nasledi njegov sin Karel Robert.
- Umrlega litvanskega velikega kneza Butvydasa, o katerem ni kaj dosti znano, nasledi sin Vytenis.
- Indokitajski polotok: kmerski kralj Džajavarman VIII. abdicira v korist svojega zeta Indravarmana III.
- Benetke: Marko Polo se vrne s potovanja s Kitajske.
- Firence: Dante Alighieri se po mestnem zakonu pridruži cehu apotekarjev. Ker so se apotekarji tisti čas ukvarjali tudi s prodajo knjig, razume pridružitev njihovemu cehu za najbližjega svojim interesom. Isto leto zaključi z delom Novo življenje (La Vita Nuova).
- Češka: ustanovitev mesta Plzeň.

## Rojstva
- 21. marec - Henrik Suzo, nemški mistik († 1366)

Neznan datum
- Ivan IV., bretonski vojvoda, grof Monforta, 6. grof Richmond († 1345)
- Ivana Flandrijska, bretonska vojvodinja, regentinja, vojskovodja († 1374)
- Izabela Francoska, angleška kraljica, regentinja, vojskovodja († 1358)
- Katarina Habsburška, vojvodinja Kalabrije († 1323)
- Nicola Orsini, palatinski grof Kefalonije, epirski vladar († 1323)
- Nikefor Gregora, bizantinski zgodovinar († 1360)
- Odo IV., vojvoda Burgundije[5], grof Artoisa, grof Burgundije[6] († 1350)
- Sveti Rok, francoski dobrodelnik, zavetnik pred kugo († 1327)
- Thomas Bradwardine, angleški filozof in teolog, matematik, canterburyjski nadškof († 1349)
- Sveti Vital Asiški, italijanski benediktanski menih († 1370)

## Smrti
- 31. marec - Robert de Brus, škotski baron in regent (* 1210)
- 25. april - Sančo IV., kastiljski kralj (* 1258)
- 8. avgust - Ottone Visconti, milanski nadškof, vladar Milana, gibelin (* 1207)
- 12. avgust - Karel Martel Anžujski, kralj Hrvaške, titularni ogrski kralj, sin Karla II. Neapeljskega (* 1271)
- 1. november - Majnhard II., koroški vojvoda, goriški in tirolski grof (IV.) (* 1238)
- 7. december - Gilbert de Clare, angleški plemič, 7. grof Gloucester, 6. grof Hertford, izobčenec (* 1243)
- 10. december - Margareta Provansalska, francoska kraljica, križarka (* 1221)

Neznan datum
- Abu Hafs Umar I., hafsidski sultan
- Butvidas, litvanski veliki knez (* ni znano)
- Gajhatu, mongolski kan Ilkanata
- Hilel ben Samuel, italijanski judovski teolog, zdravnik, filozof (* 1220)
- Oberto Doria, genovski admiral
- Pay Gómez Chariño, galicijski trubadur
- Ruggieri degli Ubaldini, pisanski nadškof
- Taddeo Alderotti, italijanski zdravnik in alkemist (* 1210)